# Стрелы Дьявола
Стрелы Дьявола — три менгира (обелиска) из необработанного камня, находящиеся на расстоянии 150 футов от шоссе A1 в Великобритании у места пересечения шоссе с рекой Юр (англ.) в Боробридже, графство Северный Йоркшир.

## Топоним
Название комплекса происходит от легенды 1721 года, согласно которой дьявол бросил эти камни, целясь в ближайший город Олдборо (англ. Aldborough). Он якобы стоял на холме Хау-Хилл (англ. Howe Hill) и выкрикивал:

Боробридж, отойди, я разнесу Олдборо!Оригинальный текст (англ.)Borobrigg keep out o' way, for Aldborough town I will ding down!

Камни, однако, не долетели и приземлились невдалеке от Боробриджа.

## Описание
Все камни из песчаника повреждены дождевой эрозией. Самый высокий из камней имеет высоту чуть менее 7 метров, то есть является вторым после Радстонского монолита, высота которого составляет почти 8 метров. Один из камней упал в результате деятельности «охотников за сокровищами» в XVIII веке и позднее был использован при строительстве близлежащего моста через реку. Камни, по-видимому, происходят из Пламптонских скал (англ. Plompton Rocks) на расстоянии почти 11,7 км от нынешнего местонахождения Стрел Дьявола.
Камни внешнего круга размером 61—113 м, возможно, выравнены согласно появлению на юге летней луны. Менгиры включаются в комплекс Торнборо-Хенджиз.